# Noedels
Noedels zijn etenswaren die gemaakt worden van ongerezen deeg en gekookt worden in water. Deze groep producten wordt ook wel deegwaar genoemd. Afhankelijk van de soort zijn er verse en gedroogde noedels. Sommige noedels zijn zowel vers als gedroogd verkrijgbaar. In veel Aziatische landen zijn noedels van oudsher een van de basisvoedingsmiddelen, maar ook daarbuiten, zoals de Italiaanse pasta.
Het woord 'noedels' komt van het Duitse Nudel (meervoud: Nudeln), dat in die taal een overkoepelende term voor deeggerechten is. In het Nederlands is het woord 'noedels' iets minder gangbaar, maar wordt gebruikt als een generieke term om de verschillende soorten etenswaren van gekookte ongerezen deeg aan te duiden (zeker bij de Aziatische varianten), gemaakt van uiteenlopende ingrediënten en in vele verschillende verschijningsvormen, maar met als hoofdbestanddeel zetmeel. 
In 2005 werden in de Chinese provincie Qinghai 4000 jaar oude noedels gevonden. Deze waarschijnlijk uit gierst gemaakte noedels zijn nu de oudst bekende noedels ter wereld.

## Enkele soorten noedels gerangschikt op hoofdbestanddeel

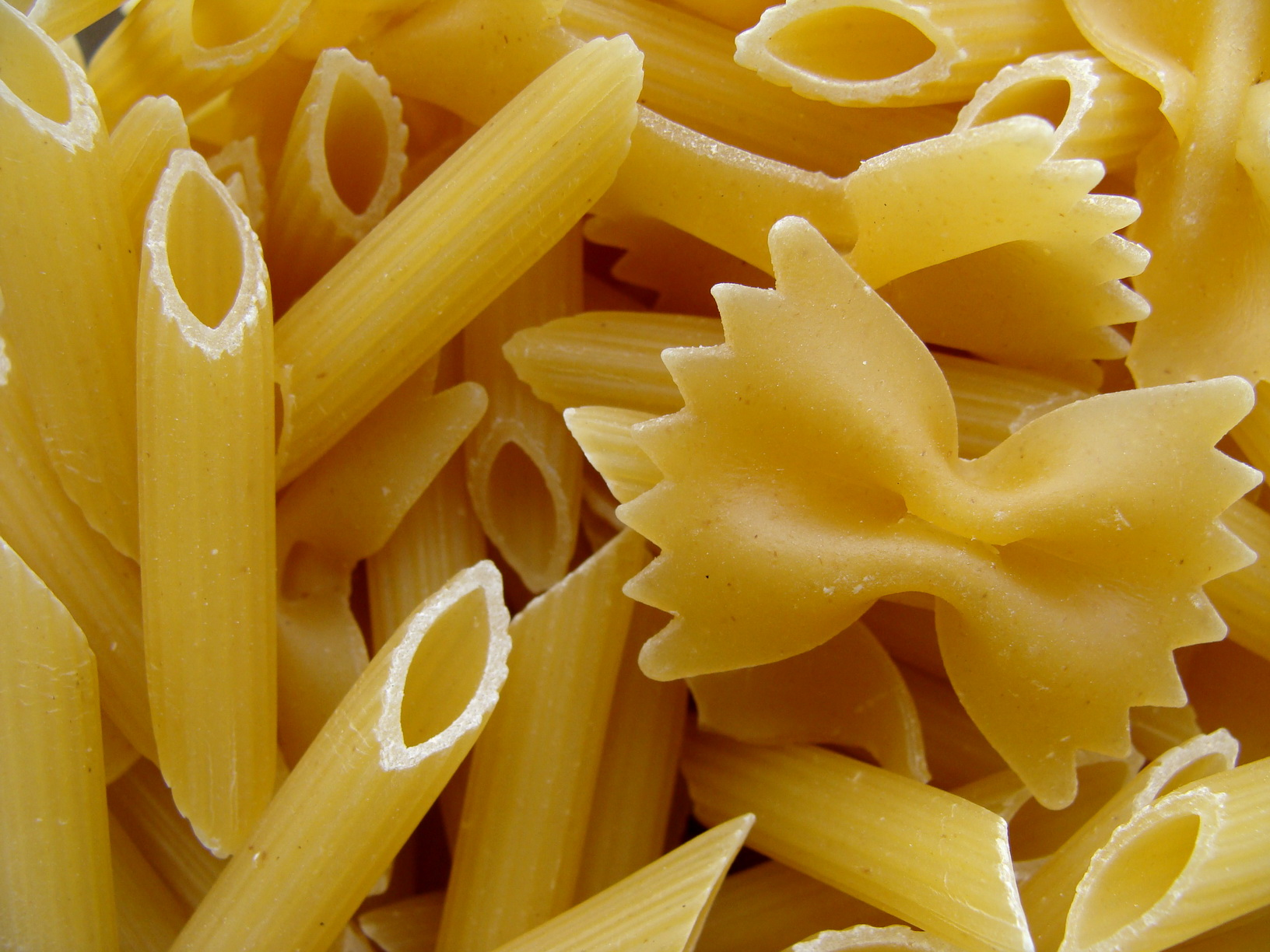
Penne en farfalle

### Tarwe

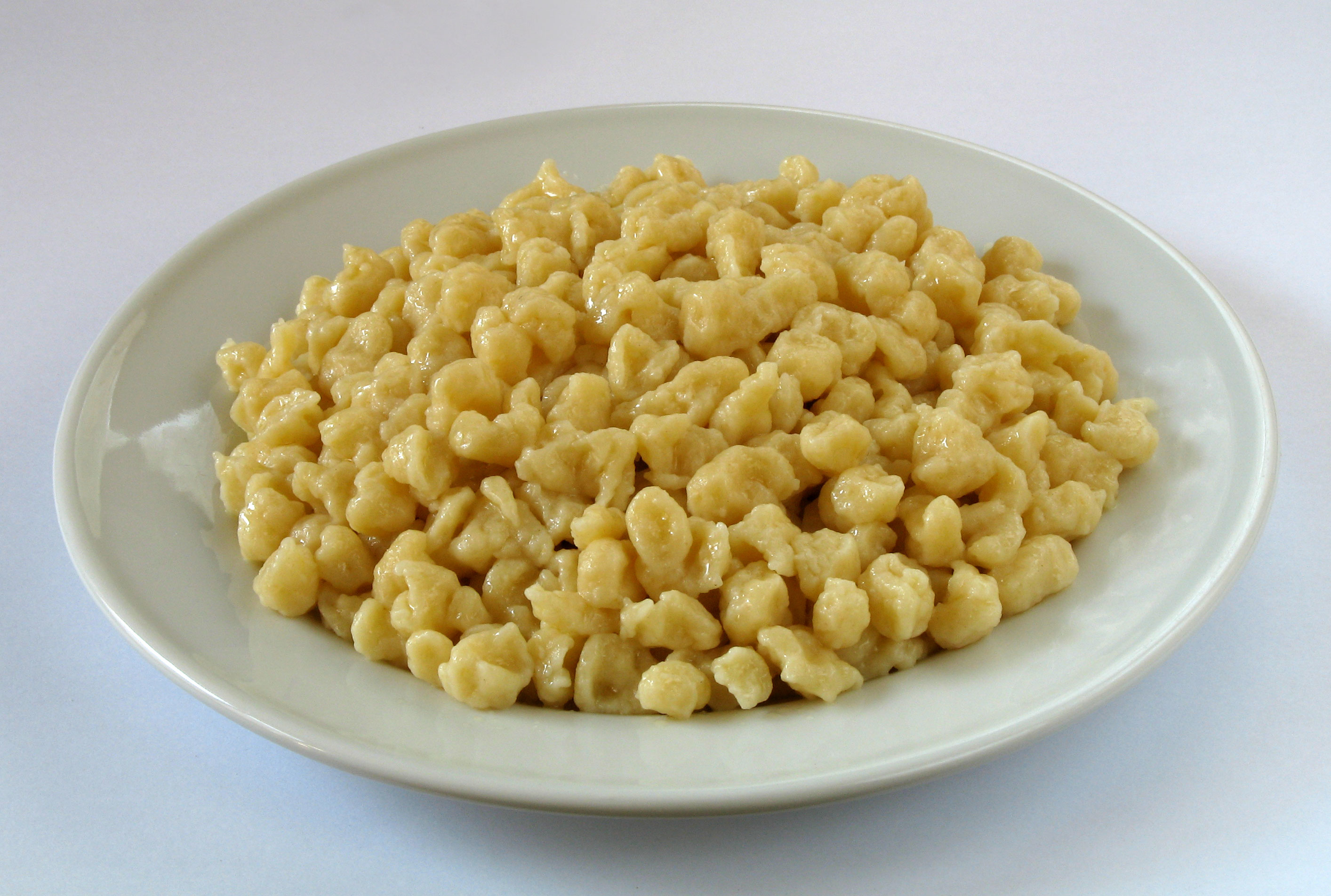
Met de hand gemaakte Duitse Spätzle

- Biángbiáng-noedels: Dikke Chinese noedels, vooral bekend geworden door het unieke Chinese karakter dat ervoor wordt gebruikt.
- Chūka men (中華麺): Japans voor "Chinese noedels", gebruikt als verzamelnaam voor de Japanse noedelsoorten ramen, chanpon en yakisoba.
- Erişte: platte, gele of roodbruine Turkse tarwenoedels.
- Lamian (拉麵): Chinese tarwenoedels die met de hand tot strengen worden getrokken; ook bekend als mie.
- Mee pok (麪薄): platte, gele Chinese noedels die veel in Zuidoost-Azië gegeten worden. Bami is hiervan afgeleid.
- Nokedli: Hongaarse noedel.
- Pasta: er bestaan ongeveer 350 soorten Italiaanse pasta.
- Sōmen (そうめん): zeer dunne Japanse tarwenoedels.
- Spätzle: een soort noedel gemaakt van eieren en tarwe uit Zwaben
- Tészta: verschillende soorten Hongaarse pasta.
- Udon (うどん): dikke Japanse tarwenoedels.

### Rijst

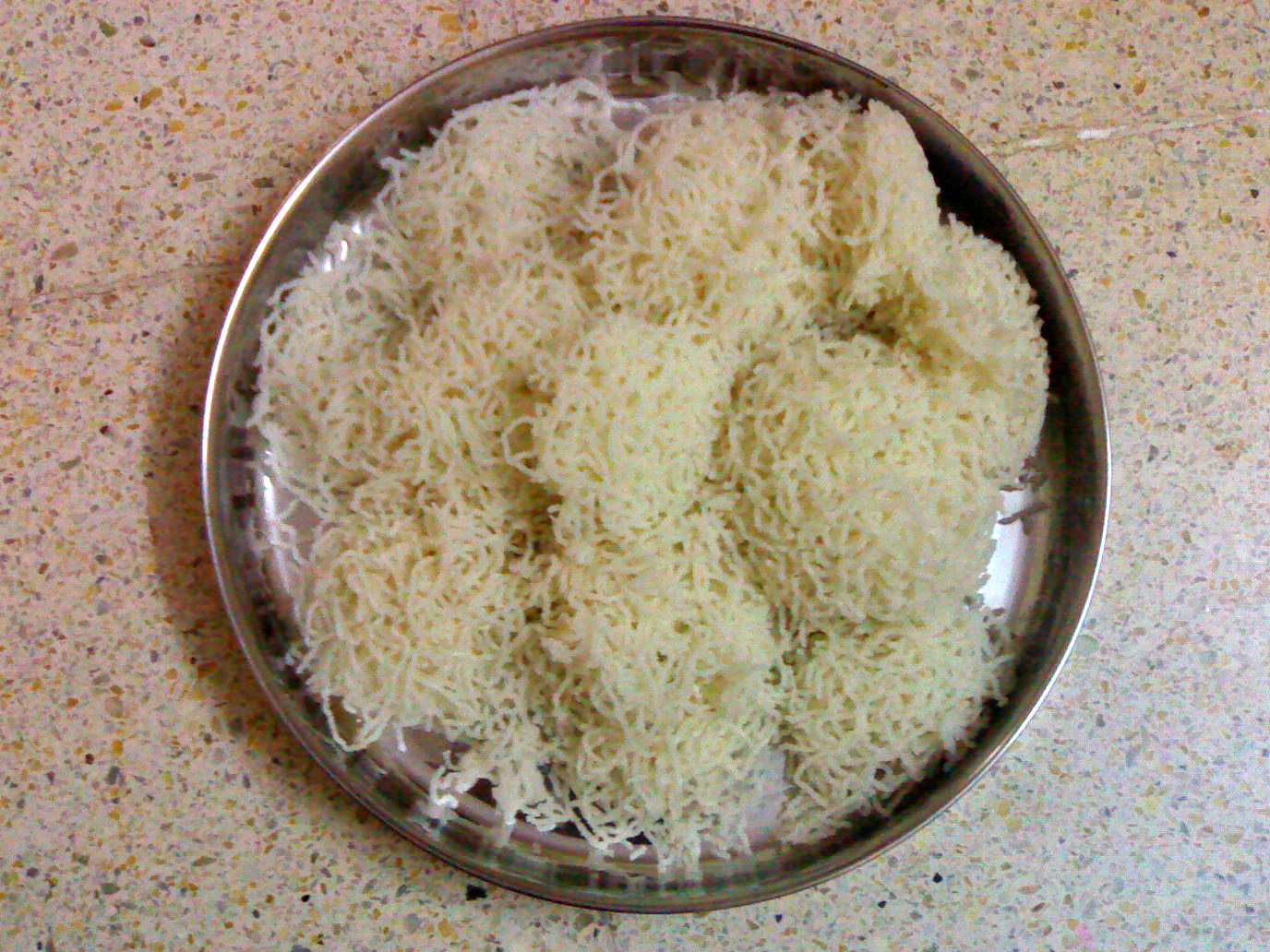
Idiyappam, Indiase rijstnoedels

- Shahe fen: platte, brede rijstnoedels die ook bekendstaan onder de namen héfěn, ho fun (河粉), kwee teeuw, sen yai (Thais: เส้นใหญ่) of rice sticks.
- Rijstvermicelli: dunne rijstnoedels, ook mǐfěn (米粉), bihoen, mihoen of sen mie (Thais: เส้นหมี่) genoemd.
- Kanom tjien (Thais: ขนมจีน): dunne rijstnoedels gemaakt van gefermenteerde rijst.

### Mungboon
- Glasmie: zeer dunne noedel gemaakt van het zetmeel van bijvoorbeeld de mungboon, zoete aardappel, aardappel, cassave of cannaplant. Ook bekend als fěnsī (粉絲) in het Mandarijn, harusame (春雨) in het Japans, soe-hoen in het Min Nan Chinees, soun of suun in het Indonesisch, woensen (วุ้นเส้น) in het Thais.

### Aardappelmeel of cannazetmeel
- Glasmie: zeer dunne noedel gemaakt van het zetmeel van bijvoorbeeld de mungboon, zoete aardappel, aardappel, cassave of cannaplant.
- Gnocchi: kleine Italiaanse aardappelballetjes.
- Halušky: kleine Slowaakse aardappelballetjes die gemaakt worden van geraspte aardappel, tarwebloem en soms ook ei.
- Kartoffelknödel: grote, Duitse en Oostenrijkse aardappelballen gemaakt van een mengsel van gekookte én geraspte rauwe aardappelen, ei en tarwebloem.

### Boekweit
- Makguksu (막국수): een regionale specialiteit uit de Zuid-Koreaanse provincie Gangwon Province.
- Naengmyeon (냉면): Koreaanse noedels gemaakt van boekweit en zoete aardappel.
- Soba (蕎麦): Japanse boekweit noedels
- Pizzoccheri: Italiaanse boekweitnoedels uit Valtellina die gewoonlijk worden geserveerd met een saus van gesmolten kaas.

## Bereidingswijzen

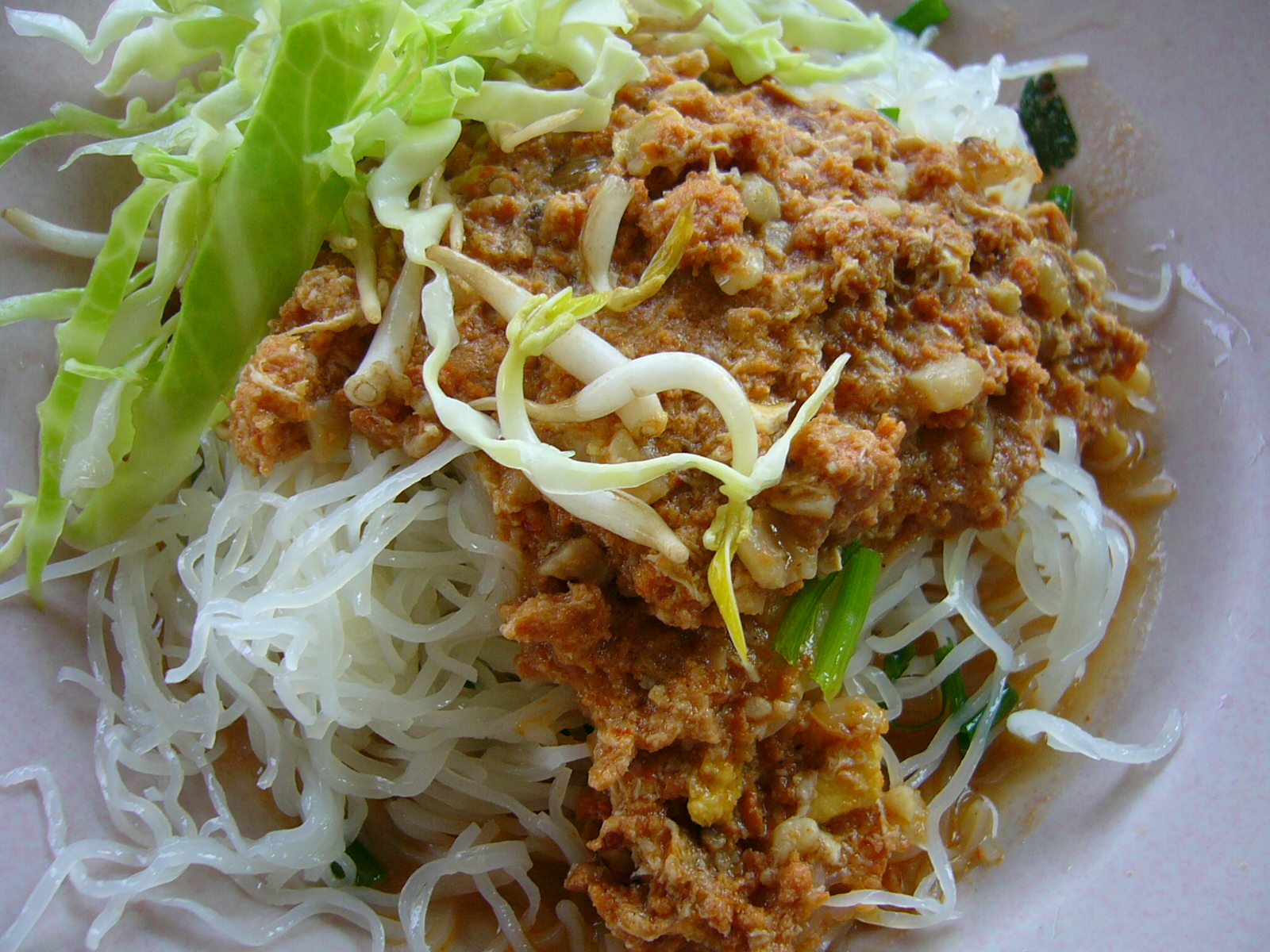
Kanom tjien nam yaa: Thaise rijstnoedels met een saus gemaakt van vis

- Gekookte noedels kunnen voorzien worden van een saus, zoals spaghetti bolognese.
- Eenmaal afgekoeld, kunnen noedels gebruikt worden in een salade zoals de yam woensen uit de Thaise keuken.
- Noedels kunnen gebakken worden, bijvoorbeeld als bami goreng.
- Gekookte noedels kunnen daarna ook knapperig gefrituurd worden zoals in het Thaise gerecht mie krop.
- Noedels kunnen ook in een soep verwerkt worden zoals in de Kantonese cha siew thong mien, mie in een bouillon met char siew (Char siew wordt in het Nederlands ook wel Kantonese babi panggang genoemd).